# Pordenone Calcio 2016-2017
Questa voce raccoglie le informazioni riguardanti il Pordenone Calcio nelle competizioni ufficiali della stagione 2016-2017.

## Divise e sponsor
Il fornitore ufficiale di materiale tecnico per la stagione 2016-2017 è Joma, mentre gli sponsor ufficiale sono Assiteca (impresso al centro del torso) e CRO – Area Giovani (sul petto a destra).
| Casa | Trasferta |

## Rosa
| N. |                    | Ruolo | Calciatore          |
| -- | ------------------ | ----- | ------------------- |
| 1  | Italia (bandiera)  | P     | Matteo Tomei        |
| 2  | Italia (bandiera)  | D     | Eros Pellegrini     |
| 3  | Italia (bandiera)  | D     | Michele De Agostini |
| 4  | Italia (bandiera)  | D     | Mirko Stefani       |
| 5  | Italia (bandiera)  | D     | Andrea Ingegneri    |
| 6  | Romania (bandiera) | C     | Sergiu Suciu        |
| 7  | Brasile (bandiera) | A     | Paulo Azzi          |
| 7  | Italia (bandiera)  | A     | Stefano Padovan     |
| 8  | Italia (bandiera)  | C     | Salvatore Burrai    |
| 9  | Marocco (bandiera) | A     | Rachid Arma         |
| 10 | Italia (bandiera)  | A     | Emanuele Berrettoni |
| 11 | Italia (bandiera)  | D     | Daniel Semenzato    |
| 12 | Italia (bandiera)  | P     | Marco D'Arsiè       |
| 13 | Italia (bandiera)  | D     | Paolo Marchi        |
| 14 | Italia (bandiera)  | A     | Riccardo Martignago |

| N. |                       | Ruolo | Calciatore          |
| -- | --------------------- | ----- | ------------------- |
| 15 | Italia (bandiera)     | D     | Giulio Parodi       |
| 16 | Italia (bandiera)     | C     | Luca Cattaneo       |
| 17 | Italia (bandiera)     | C     | Luca Salamon        |
| 18 | Italia (bandiera)     | C     | Jérémie Broh        |
| 18 | Italia (bandiera)     | D     | Claudio Zappa       |
| 19 | Italia (bandiera)     | A     | Simone Raffini      |
| 20 | Italia (bandiera)     | C     | Matteo Buratto      |
| 21 | Italia (bandiera)     | C     | Matteo Gerbaudo     |
| 22 | Italia (bandiera)     | P     | Andrea Mason        |
| 23 | Italia (bandiera)     | A     | Stefano Pietribiasi |
| 24 | Slovacchia (bandiera) | D     | Dávid Filinský      |
| 25 | Italia (bandiera)     | A     | Marco De Anna       |
| 26 | Italia (bandiera)     | C     | Gianvito Misuraca   |
| 27 | Italia (bandiera)     | C     | Danilo Bulevardi    |

## Calciomercato

### Sessione estiva(dal 01/07 al 31/08)
| Acquisti | Acquisti            | Acquisti       | Acquisti      |
| R.       | Nome                | da             | Modalità      |
| -------- | ------------------- | -------------- | ------------- |
| D        | Andrea Ingegneri    | Cesena         | svincolato    |
| D        | Giulio Parodi       | Juventus       | prestito      |
| D        | Eros Pellegrini     | Siena          | svincolato    |
| D        | Daniel Semenzato    | Bassano Virtus | svincolato    |
| D        | Alessandro Zavan    | Fiorentina     | fine prestito |
| C        | Jérémie Broh        | Sassuolo       | prestito      |
| C        | Salvatore Burrai    | Siena          | definitivo    |
| C        | Francesco Finocchio | Padova         | fine prestito |
| C        | Matteo Gerbaudo     | Juventus       | definitivo    |
| C        | Gianvito Misuraca   | Bassano Virtus | svincolato    |
| C        | Kevin Pavan         | Tamai          | fine prestito |
| C        | Filippo Perfetto    | Tamai          | fine prestito |
| C        | Sergiu Suciu        | Torino         | definitivo    |
| A        | Rachid Arma         | Reggiana       | definitivo    |
| A        | Paulo Azzi          | Tombense       | prestito      |
| A        | Stefano Pietribiasi | Bassano Virtus | svincolato    |
| A        | Simone Raffini      | Cesena         | definitivo    |

| Cessioni | Cessioni            | Cessioni    | Cessioni      |
| R.       | Nome                | a           | Modalità      |
| -------- | ------------------- | ----------- | ------------- |
| P        | Andrea De Toni      | Pavia       | fine prestito |
| D        | Alberto Boniotti    | Brescia     | fine prestito |
| D        | Andrea Cosner       | Għajnsielem | definitivo    |
| D        | Marco Martin        | Pavia       | fine prestito |
| D        | Davide Mirabelli    | Udinese     | fine prestito |
| D        | Simone Pasa         | Inter       | fine prestito |
| D        | Marco Talin         |             | svincolato    |
| D        | Alessandro Zavan    | Perugia     | prestito      |
| C        | Elia Baruzzini      | Cordenons   | svincolato    |
| C        | Stefano Beltrame    | Juventus    | fine prestito |
| C        | Marco Berardi       | Fiorentina  | fine prestito |
| C        | Eros Castelletto    | Juventus    | fine prestito |
| C        | Alberto Filippini   |             | svincolato    |
| C        | Francesco Finocchio | Pistoiese   | definitivo    |
| C        | Matteo Mandorlini   | Padova      | definitivo    |
| C        | Kevin Pavan         | Cordenons   | svincolato    |
| C        | Alex Pederzoli      | Venezia     | definitivo    |
| C        | Filippo Perfetto    | Cordenons   | svincolato    |
| C        | Alban Ramadani      |             | svincolato    |
| C        | Nicola Valente      | Siracusa    | definitiva    |
| A        | Luca Strizzolo      | Cittadella  | svincolato    |

### Sessione invernale(dal 03/01 al 31/01)
| Acquisti | Acquisti         | Acquisti | Acquisti      |
| R.       | Nome             | da       | Modalità      |
| -------- | ---------------- | -------- | ------------- |
| D        | Claudio Zappa    | Juventus | prestito      |
| D        | Alessandro Zavan | Perugia  | fine prestito |
| C        | Danilo Bulevardi | Pescara  | prestito      |
| A        | Stefano Padovan  | Juventus | prestito      |

| Cessioni | Cessioni         | Cessioni          | Cessioni      |
| R.       | Nome             | a                 | Modalità      |
| -------- | ---------------- | ----------------- | ------------- |
| D        | Alessandro Zavan | Crotone           | definitivo    |
| C        | Jérémie Broh     | Sassuolo          | fine prestito |
| A        | Paulo Azzi       | Tombense          | fine prestito |
| A        | Marco De Anna    | Delta Porto Tolle | prestito      |
| A        | Simone Raffini   | Lucchese          | prestito      |

## Risultati

### Lega Pro

#### Girone di andata
| Arbitro: | Meraviglia (Pistoia) |

|                   |           |              |
| Arma 90+2’ (rig.) | Marcatori | 81’ Ferretti |

| Arbitro: | De Santis (Lecce) |

|  |           |                         |
|  | Marcatori | 60’ Arma 66’ Berrettoni |

| Arbitro: | Cipriani (Empoli) |

|                                     |           |             |
| Burrai 20’ De Agostini 48’ Arma 84’ | Marcatori | 90+2’ Croce |

| Arbitro: | Andreini (Forlì) |

|  |           |                         |
|  | Marcatori | 21’ Azzi 79’ Martignago |

| Arbitro: | Massimi (Termoli) |

|                     |           |                                       |
| Arma 2’ (rig.), 54’ | Marcatori | 59’, 61’, 83’ Nocciolini 90+4’ Calaiò |

| Arbitro: | Mantelli (Brescia) |

|                         |           |                                                  |
| Gattari 22’ Ventola 52’ | Marcatori | 24’ Berrettoni 36’ (rig.), 72’ Arma 78’ Cattaneo |

| Arbitro: | Amoroso (Paola) |

|               |           |  |
| Semenzato 27’ | Marcatori |  |

| Arbitro: | Mancini (Fermo) |

|                        |           |  |
| Minesso 48’ Fabbro 84’ | Marcatori |  |

| Arbitro: | D'Apice (Arezzo) |

|                                            |           |                               |
| Ingegneri 39’ Arma 73’ (rig.) Misuraca 84’ | Marcatori | 29’, 75’ Cesaretti 50’ Merini |

| Arbitro: | Pagliardini (Arezzo) |

|                                  |           |               |
| Tulli 32’ Obodo 57’ Spagnoli 88’ | Marcatori | 10’ Semenzato |

| Pordenone 29 ottobre 2016, ore 16:30 CEST 11ª giornata | Pordenone         | 0 – 0 referto | Ancona | Stadio Ottavio Bottecchia (1 100 spett.)\| Arbitro: \| Amabile (Vicenza) \| |
| Arbitro:                                               | Amabile (Vicenza) |               |        |                                                                             |

| Arbitro: | Vigile (Cosenza) |

|  |           |                 |
|  | Marcatori | 32’ De Agostini |

| Arbitro: | Paolini (Ascoli Piceno) |

|                       |           |  |
| Suciu 4’ Cattaneo 58’ | Marcatori |  |

| Arbitro: | Proietti (Terni) |

|  |           |                             |
|  | Marcatori | 4’, 34’ Cattaneo 30’ Burrai |

| Arbitro: | Provesi (Treviglio) |

|                             |           |            |
| Ingegneri 2’ Berrettoni 25’ | Marcatori | 22’ Masini |

| Arbitro: | Prontera (Bologna) |

|                                         |           |                                          |
| Dettori 48’ Mandorlini 70’ Altinier 79’ | Marcatori | 38’, 68’ Berrettoni 51’, 64’ (rig.) Arma |

| Pordenone 7 dicembre 2016, ore 18:30 CET 17ª giornata | Pordenone        | 0 – 0 referto | AlbinoLeffe | Stadio Ottavio Bottecchia (1 300 spett.)\| Arbitro: \| Paterna (Teramo) \| |
| Arbitro:                                              | Paterna (Teramo) |               |             |                                                                            |

| Arbitro: | Pillitteri (Palermo) |

|  |           |                      |
|  | Marcatori | 38’ (rig.), 84’ Arma |

| Arbitro: | Volpi (Arezzo) |

|              |           |               |
| Misuraca 14’ | Marcatori | 3’ Sorrentino |

#### Girone di ritorno
| Arbitro: | Dionisi (L'Aquila) |

|             |           |  |
| Conti 90+2’ | Marcatori |  |

| Arbitro: | De Remigis (Teramo) |

|                                                                     |           |  |
| Ingegneri 18’ Berrettoni 28’ Arma 45+1’ Cattaneo 74’ Martignago 89’ | Marcatori |  |

| Arbitro: | Prontera (Bologna) |

|                                  |           |  |
| Barbuti 36’ Semenzato 85’ (aut.) | Marcatori |  |

| Pordenone 29 gennaio 2017, ore 18:30 CET 23ª giornata | Pordenone       | 0 – 0 referto | Mantova | Stadio Ottavio Bottecchia (1 100 spett.)\| Arbitro: \| Amoroso (Paola) \| |
| Arbitro:                                              | Amoroso (Paola) |               |         |                                                                           |

| Arbitro: | Giua (Olbia) |

|                                     |           |                                  |
| Scavone 10’ Munari 89’ Calaiò 90+2’ | Marcatori | 29’ (aut.) Frattali 42’ Misuraca |

| Arbitro: | Zanonato (Vicenza) |

|                               |           |                   |
| Semenzato 15’ De Agostini 79’ | Marcatori | 57’ (rig.) Quadri |

| Arbitro: | Paolini (Ascoli Piceno) |

|          |           |  |
| Geijo 2’ | Marcatori |  |

| Arbitro: | Pillitteri (Palermo) |

|                                                              |           |  |
| Berrettoni 23’, 62’ Bulevardi 60’ Arma 74’ Cattaneo 84’, 90’ | Marcatori |  |

| Arbitro: | Mastrodonato (Molfetta) |

|                                 |           |                  |
| Cori 50’ Carlini 63’ Adorni 73’ | Marcatori | 38’ (aut.) Rossi |

| Arbitro: | Curti (Milano) |

|             |           |  |
| Padovan 19’ | Marcatori |  |

| Arbitro: | Provesi (Treviglio) |

|  |           |                           |
|  | Marcatori | 35’ Semenzato 41’ Padovan |

| Arbitro: | Nicoletti (Catanzaro) |

|                                                                                |           |                         |
| Berrettoni 38’ Cattaneo 45’ Burrai 50’ Marchi 66’ Martignago 82’, 89’ Arma 90’ | Marcatori | 9’ Magnani 26’ Speziale |

| Reggio nell'Emilia 30 marzo 2017, ore 20:45 CEST 32ª giornata | Reggiana         | 0 – 0 referto | Pordenone | Mapei Stadium - Città del Tricolore (6 459 spett.)\| Arbitro: \| Balice (Termoli) \| |
| Arbitro:                                                      | Balice (Termoli) |               |           |                                                                                      |

| Arbitro: | Perotti (Legnano) |

|          |           |          |
| Arma 26’ | Marcatori | 72’ Diop |

| Arbitro: | Di Gioia (Nola) |

|                            |           |                                |
| Capezzani 1’ Germinale 75’ | Marcatori | 35’, 78’ Berrettoni 67’ Parodi |

| Arbitro: | Valiante (Salerno) |

|                   |           |  |
| Burrai 24’ (rig.) | Marcatori |  |

| Arbitro: | Luciano (Lamezia Terme) |

|                |           |          |
| Cortellini 36’ | Marcatori | 23’ Arma |

| Arbitro: | Strippoli (Bari) |

|               |           |                           |
| Padovan 90+1’ | Marcatori | 46’ Ferretti 51’ Codromaz |

| Arbitro: | Panarese (Lecce) |

|                               |           |                   |
| Marchi 30’ (aut.) Mancuso 88’ | Marcatori | 42’ (rig.) Burrai |

#### Play-off
| Arbitro: | Giua (Olbia) |

|                  |           |  |
| Stefani 19’, 59’ | Marcatori |  |

| Arbitro: | Prontera (Bologna) |

|                              |           |                |
| Bruno 29’ Pinardi 57’ (rig.) | Marcatori | 45+1’ Cattaneo |

| Arbitro: | Pillitteri (Palermo) |

|                                       |           |               |
| De Agostini 34’ Marchi 66’ Arma 90+2’ | Marcatori | 61’ Chiarello |

| Arbitro: | Balice (Termoli) |

|                 |           |  |
| Semenzato 90+7’ | Marcatori |  |

| Cosenza 4 giugno 2017, ore 20:30 CEST Quarti di finale - Ritorno | Cosenza            | 0 – 0 referto | Pordenone | Stadio San Vito-Gigi Marulla (10 633 spett.)\| Arbitro: \| Valiante (Salerno) \| |
| Arbitro:                                                         | Valiante (Salerno) |               |           |                                                                                  |

| Arbitro: | Pillitteri (Palermo) |

|                                               |                      |                                                      |
| Scaglia 16’                                   | Marcatori            | 80’ Marchi                                           |
| Edera Scaglia Scavone Corapi Munari Lucarelli | Tiri di rigore 5 – 4 | Padovan Misuraca Suciu Martignago Burrai De Agostini |

### Coppa Italia
| Arbitro: | Zanonato (Vicenza) |

|                                                              |           |                            |
| Berrettoni 9’, 26’ Arma 15’, 38’ (rig.) Stefani 90+2’ (rig.) | Marcatori | 50’, 55’ (rig.) Falconieri |

| Arbitro: | Martinelli (Roma 2) |

|                             |           |  |
| Palombi 104’ La Gumina 119’ | Marcatori |  |

### Coppa Italia Lega Pro

#### Fase a eliminazione diretta
| Arbitro: | Zanonato (Vicenza) |

|          |           |                         |
| Azzi 11’ | Marcatori | 68’ Spagnoli 116’ Tulli |

## Statistiche

### Statistiche di squadra
| Competizione          | Punti         | In casa | In casa | In casa | In casa | In casa | In casa | In trasferta | In trasferta | In trasferta | In trasferta | In trasferta | In trasferta | Totale | Totale | Totale | Totale | Totale | Totale | DR  |
| Competizione          | Punti         | G       | V       | N       | P       | Gf      | Gs      | G            | V            | N            | P            | Gf           | Gs           | G      | V      | N      | P      | Gf     | Gs     | DR  |
| --------------------- | ------------- | ------- | ------- | ------- | ------- | ------- | ------- | ------------ | ------------ | ------------ | ------------ | ------------ | ------------ | ------ | ------ | ------ | ------ | ------ | ------ | --- |
| Lega Pro              | 66            | 19      | 10      | 7       | 2       | 39      | 17      | 19           | 9            | 2            | 8            | 29           | 25           | 38     | 19     | 9      | 10     | 68     | 42     | +26 |
| Play-off              | semifinale    | 3       | 3       |         |         | 6       | 1       | 3            | 0            | 2            | 1            | 2            | 3            | 6      | 3      | 2      | 1      | 8      | 4      | +4  |
| Coppa Italia          | Secondo turno | 1       | 1       | 0       | 0       | 5       | 2       | 1            | 0            | 0            | 1            | 0            | 2            | 2      | 1      | 0      | 1      | 5      | 4      | +1  |
| Coppa Italia Lega Pro | Primo turno   | 1       | 0       | 0       | 1       | 1       | 2       | -            | -            | -            | -            | -            | -            | 1      | 0      | 0      | 1      | 1      | 2      | -1  |
| Totale                | 66            | 24      | 14      | 7       | 3       | 51      | 22      | 23           | 9            | 4            | 10           | 31           | 30           | 47     | 23     | 11     | 13     | 82     | 52     | 30  |

### Andamento in campionato
| Giornata  | 1 | 2 | 3 | 4 | 5 | 6 | 7 | 8 | 9 | 10 | 11 | 12 | 13 | 14 | 15 | 16 | 17 | 18 | 19 | 20 | 21 | 22 | 23 | 24 | 25 | 26 | 27 | 28 | 29 | 30 | 31 | 32 | 33 | 34 | 35 | 36 | 37 | 38 |
| --------- | - | - | - | - | - | - | - | - | - | -- | -- | -- | -- | -- | -- | -- | -- | -- | -- | -- | -- | -- | -- | -- | -- | -- | -- | -- | -- | -- | -- | -- | -- | -- | -- | -- | -- | -- |
| Luogo     | C | T | C | T | C | T | C | T | C | T  | C  | T  | C  | T  | C  | T  | C  | T  | C  | T  | C  | T  | C  | T  | C  | T  | C  | T  | C  | T  | C  | T  | C  | T  | C  | T  | C  | T  |
| Risultato | N | V | V | V | P | V | V | P | N | P  | N  | V  | V  | V  | V  | V  | N  | V  | N  | P  | V  | P  | N  | P  | V  | P  | V  | P  | V  | V  | V  | N  | N  | V  | V  | N  | P  | P  |
| Posizione | 9 | 2 | 1 | 1 | 2 | 2 | 1 | 3 | 5 | 8  | 9  | 7  | 4  | 2  | 1  | 1  | 2  | 2  | 2  | 2  | 2  | 5  | 3  | 5  | 4  | 5  | 5  | 5  | 4  | 4  | 4  | 4  | 4  | 3  | 3  | 3  | 3  | 3  |

Legenda:

Luogo: C = Casa; T = Trasferta. Risultato: V = Vittoria; N = Pareggio; P = Sconfitta.